# Desa Sawangan (administrativ by i Indonesien, Jawa Tengah, lat -7,63, long 109,71)
Desa Sawangan är en administrativ by i Indonesien.   Den ligger i provinsen Jawa Tengah, i den västra delen av landet, 400 km öster om huvudstaden Jakarta.